# Baofeng Weizhao
Baofeng Weizhao (chiń. 寶峯惟照 pinyin Bǎofēng Wéizhào; kor. 보봉유조 Pobong Yujo; jap. Hōhō Ishō; wiet. Bảo Phong Duy Chiếu; ur. 1084 w Jianzhou, zm. 1127)– chiński mistrz chan szkoły caodong. Znany także jako Chanti Weizhao (闡提惟照).

## Życiorys
Baofeng pochodził z dawnego Jianzhou, które znajdowało się w pobliżu dzisiejszego miasta Jianyang w prow. Syczuan.
W młodości prowadził bardzo nieuporządkowane i pozbawione reguł życie. Pewnego dnia podczas czytania książki zaskoczyło go zdanie Czyjaś własna natura jest blisko, lecz jej urzeczywistnienie jest odległe. Powiedział wtedy do siebie Światowe i święte są jednym ciałem, ale z powodu przyzwyczajeń i okoliczności są one rozróżniane. Wiem, że to jest prawdą.
Udał się do Chengdu i rozpoczął studia u nauczyciela Luyuana Qingtaia. W wieku 19 lat został wyświęcony na mnicha. Nauczyciel usiłował rozwinąć w nim „wielkie współczucie”, ale bez żadnych rezultatów. Kiedy Qingtai wypytywał go, Baofeng odparł Tylko ogłaszając wiarę w mahajanę – jak te słowa mogą mieć jakiś skutek?
Odszedł od tego nauczyciela i udał się w podróż, zamierzając dotrzeć do mistrza chan Furonga Daokaia, który przebywał wtedy w Dahong. Pewnego razu został zaskoczony na drodze przez zamieć śnieżną połączoną z piorunami. Usłyszał kogoś krzyczącego „Złodziej!” i doświadczył pierwszego urzeczywistnienia.
Pewnego razu kiedy jechał na wozie z Sanwu do Yishui w poszukiwaniu trudnego do znalezienia miejsca pobytu mistrza Furonga, woźnica zabłądził. Rozzłoszczony Baofeng złapał za kij, żeby uderzyć woźnicę i w tym momencie osiągnął wielkie oświecenie, co podsumował okrzykiem Czyż ziemia nie jest wielką górą z żółwia?!
Po przybyciu do mistrza Furonga, ten popatrzył na Baofenga i wykrzyknął Spadkobierca mojej Dharmy! Będzie po nim wiele pokoleń!
Baofeng wszedł do sali mnichów i powiedział do nich Wszyscy buddowie minionych czasów już wkroczyli w nirwanę. Ludzie! Nie tęsknijcie za nimi. Buddowie przyszłości jeszcze nie pojawili się na tym świecie. Wszyscy z was – nie ulegnijcie złudzeniu! Właśnie dziś, kim jesteście? Studiujcie to!
Po śmierci został skremowany i pozostałości po nim wyglądały jak klejnoty i perły. Jego język i zęby nie uległy spaleniu. Jego stupa została wybudowana na zachodnim szczycie góry przy klasztorze.

## Nauki mistrza
Z biografii mistrza w Sengbao zhengxu zhuan (Prawdziwa kontynuacja kroniki ze skarbu sanghi) i z jego zapisanych mów wynika jednoznacznie, że był on nieprzejednanym przeciwnikiem wszelkich praktyk gong’anowych. Atakował nawet mistrzów, którzy uczą ludzi jak kontemplować (chiń. can) historie gong’anowe, takie jak „cyprys w ogrodzie”, „przecięcie kota”, „umycie swoich misek”, „dziki lis” i „sprawdzanie starszej kobiety”.
Ta jego krańcowość ukazuje, że nie był typowym mistrzem szkoły caodong, bowiem właściwie wszyscy wykorzystywali w mniejszym lub większym stopniu gong’any.
Również jego praktyka „cichej iluminacji” różniła się od typowej praktyki tego rodzaju. Był on propagatorem rodzaju cichego oświecenia, które podkreślało „wielką śmierć”.
Teraz tylko uczę was, aby być jak ktoś, kto zmarł wielką śmiercią. Jeśli naprawdę możecie być jak ktoś, kto zmarł wielką śmiercią, to dlaczego macie spędzać czas na wiele ciężkiej pracy [gongfu], jak praktykowanie chanu i studiowanie Drogi lub na pokłony i palenie kadzidełek? To wiele straconego wysiłku. Byłem opatem pięciu różnych klasztorów i to, czego uczyłem moich uczniów nie wykracza poza to: bądź jak ktoś, kto zmarł wielką śmiercią

## Linia przekazu Dharmy zen
Pierwsza liczba oznacza liczbę pokoleń od Pierwszego Patriarchy chan w Indiach Mahakaśjapy.
Druga liczba oznacza liczbę pokoleń od Pierwszego Patriarchy chan w Chinach Bodhidharmy.
Trzecia liczba oznacza początek nowej linii przekazu w innym kraju.
- 38/11. Dongshan Liangjie (807–869) Szkoła caodong
  - 39/12. Caoshan Benji (840–901)
  - 39/12. Yunju Daoying (zm. 902)
    - 40/13/1. Chinch'ŏl Iŏm (869–936) Korea, szkoła sumi san
    - 40/13. Tong’an Daoying (Daopi) (bd)
      - 41/14. Tong’an Guanzhi (bd)
        - 42/15. Liangshan Yuanguan (bd)
          - 43/16. Dayang Jingxuan (943–1027) Dayang nie znalazł wśród swoich uczniów nikogo godnego przekazu Dharmy i obawiając się wygaśnięcia szkoły caodong, umówił się z wybitnym mistrzem chan Fushanem Fayuanem ze szkoły linji, że ten poprowadzi szkołę w duchu tradycji caodong, aby ją uratować. Dzięki temu nauki tej szkoły przedostały się do Japonii, gdzie są popularniejsze od rinzai (chiń. linji)
            - 44/17. Fushan Fayuan (991–1067)
              - 45/18. Touzi Yiqing (1032–1083)
                - 46/19. Furong Daokai (1043–1118)
                  - 47/20. Kumu Facheng (1071–1128)
                  - 47/20. Dayong Qilian (1077–1144)
                  - 47/20. Lumen Fadeng (1075–1127)
                  - 47/20. Jingyin Zijue (zm. 1117)
                  - 47/20. Shimen Yuanyi (1053–1137)
                  - 47/20. Baofeng Weizhao (Chanti) (1084–1128)
                    - 48/21. Zhenru Daohui (bd)
                    - 48/21. Zhitong Jingshen (1090–1152)

                  - 47/20. Danxia Zichun (1064–1119)
                    - 48/21. Huizhao Qingyu (1078–1140)
                    - 48/21. Hongzhi Zhengjue (1091–1157) Congrong lu
                      - 49/22. Jingyin Kumu (bd)
                      - 49/22. Zhide Huihui (1097–1183)

                    - 48/21. Zhenxie Qingliao (1089–1151)
                      - 49/22. Tiantong Zongjue (bd)
                        - 50/23. Xuedou Zhijian (1105–1192)
                          - 51/24. Tiantong Rujing (1163–1228)
                            - 52/25/1. Eihei Dōgen Kigen (1200–1253) Japonia, szkoła sōtō